# Provincia Badghis

Localizarea regiunii în Afganistan

Provincia Badghis (paștună și persană: بادغیس) este una dintre cele 34 de provincii ale Afganistanului. Este localizată în partea nord-vestică, la frontiera cu statul Turkmenistan. Capitala sa este orașul Qala i Naw.